# Hôtel de la Licorne
L'hôtel de la Licorne, ou hôtellerie de la Licorne, est un monument situé au Mont-Saint-Michel, en France.

## Localisation
Le monument est situé dans le département français de la Manche, sur la commune du Mont-Saint-Michel, à l'angle de la Grande Rue et de la première venelle la croisant.

## Architecture
Les façades et les toitures sont inscrites au titre des monuments historiques depuis le 1er mars 1928.